# Brigitte Irrgang

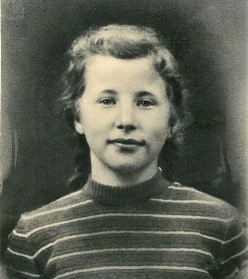
Brigitte Irrgang um 1954

Brigitte Irrgang (* 10. Februar 1943 in Krickerhau, Slowakei; † 29. September 1954 in Loitz, Kreis Demmin) war eine deutsche Schülerin, die in ihrem 12. Lebensjahr einem Sexualmörder zum Opfer fiel. 1999 wurde sie in das Verzeichnis der deutschen Märtyrer des 20. Jahrhunderts aufgenommen, das im Auftrag der Deutschen Bischofskonferenz herausgegeben wurde.
Ihrer Lebensgeschichte hat der Komponist Nikolaus Schapfl (* 1963) das Oratorium BRIGITTE gewidmet.

## Leben

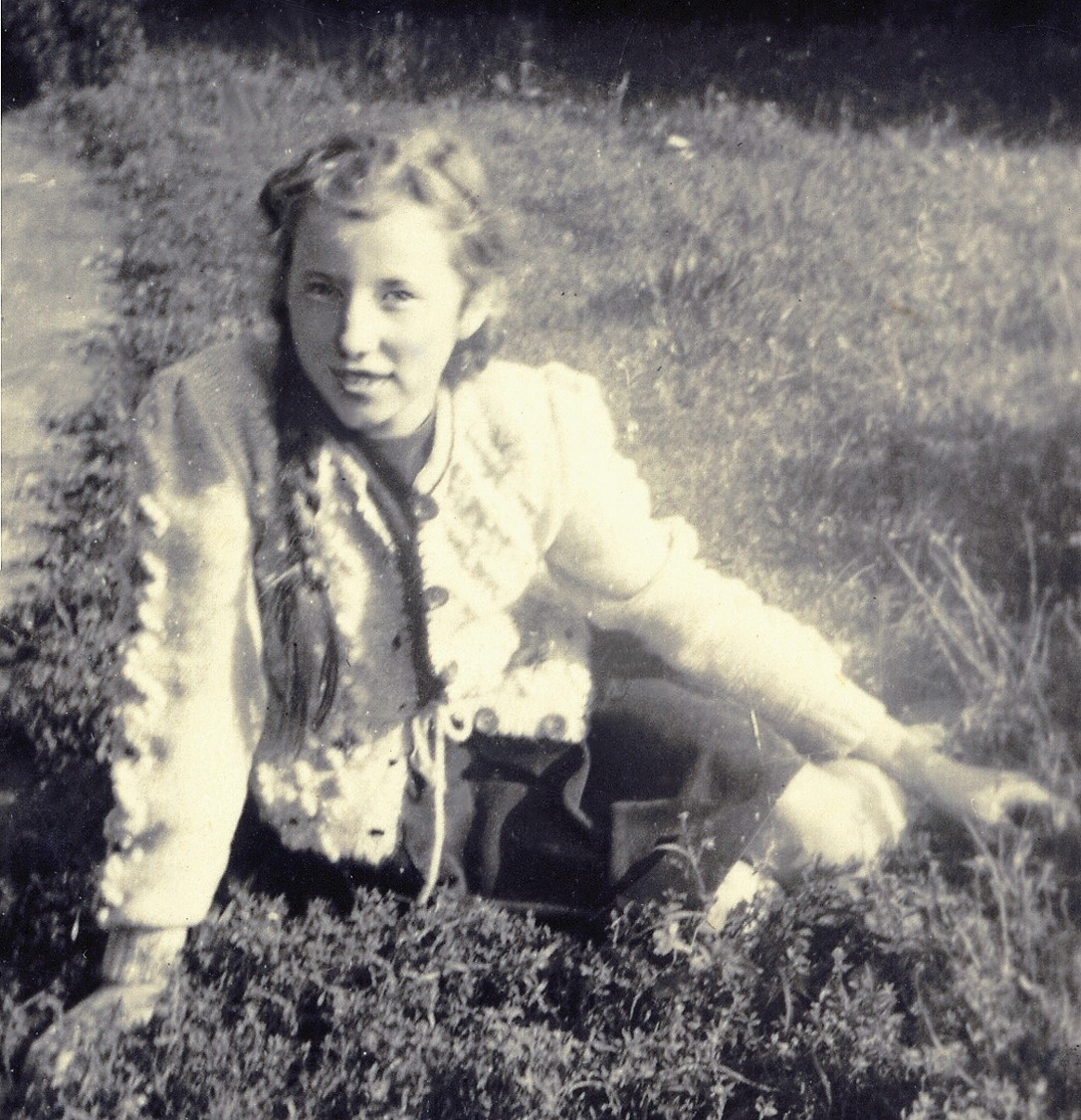
Brigitte im September 1954 etwa zwei Wochen vor ihrem Tod

Brigitte Irrgang stammt aus den Karpaten, aus Krickerhau (slowakisch Handlová) im Hauerland, einem ehemals deutschen Siedlungsgebiet in der Slowakei. Ihre Eltern Wilhelm Irrgang (1907–1990) und Jolanthe geb. Paull (1907–1998) waren Lehrer. Die Familie lebte in der Dienstwohnung der „Schule am Ring“, wo Brigitte geboren wurde. Getauft wurde sie am 14. Februar 1943 in der Pfarrkirche „St. Katharina“. Sie war das fünfte von sechs Kindern und das einzige Mädchen.
Die Familie musste 1944 vor dem Vorrücken der sowjetischen Armee mit etwa 1.000 Schulkindern nach Westen an die deutsch-tschechische Grenze fliehen. Von dort wurden Irrgangs 1946 nach Loitz in Vorpommern vertrieben. Der Vater wurde Schulrektor mit dem Auftrag, die Loitzer Schule zur Oberschule auszubauen. Die Familie wohnte in der Lehrerwohnung der Schule.
Auch in der neuen vorpommerschen Heimat lebten Brigitte und ihre Familie treu ihren katholischen Glauben, was in der dortigen Diaspora nicht nur weite Fußwege zur 12 km entfernten Kirche bedeutete, sondern besonders auch Standhaftigkeit gegenüber dem DDR-Regime und seinen Spitzeln. Brigitte war ein lebensfrohes Mädchen, ein „Sonnenschein“.
Brigitte wuchs nach und nach in die örtliche Kirchengemeinde hinein. Zur geplanten Firmung im Herbst 1954 hatte sie die wenige Jahre zuvor heiliggesprochene Maria Goretti als Patronin gewählt. Brigitte hatte sich mit dem Leben dieser kleinen Heiligen beschäftigt und nahm sie sich zum Vorbild. Am 29. September 1954, dem Fest des Erzengels Michael, gut zwei Wochen vor ihrer Firmung, fiel Brigitte Irrgang auf dem Nachhauseweg vor der Schule, nur wenige Meter von der elterlichen Wohnung entfernt, einem Sexualtäter zum Opfer. Die ganze Stadt Loitz nahm Anteil. Brigitte Irrgang wurde auf dem evangelischen Friedhof am Kamp in Loitz beerdigt. Den schlichten Grabstein ziert ein Bibelwort aus der Bergpredigt: „Selig, die ein reines Herz haben“ (Mt 5,8 ).
Nachdem Familie Irrgang sich 1958 aufgrund der wachsenden Gefahr durch die politischen Verhältnisse in der damaligen DDR zur Flucht nach Westen entschied, pflegen seither evangelische Loitzer liebevoll Brigittes Grab – zunächst bis zur Wende 1989 und danach weiterhin bis heute.
Der für Loitz zuständige, katholische Pfarrer Heinrich Wessels (1906–1994), Demmin, bezeichnete Brigitte Irrgang bereits in einem Ende 1954 verfassten Bericht als „Märtyrerin der Reinheit“. Er nannte sie „die kleine Maria Goretti des Nordens“. Am Tag ihres Begräbnisses erhielt er – nach Jahren vergeblicher Bemühungen – die Genehmigung der DDR-Behörden zum Bau einer kleinen katholischen Kirche in Loitz. In Erinnerung an Brigitte wurde sie Sankt-Maria-Goretti-Kapelle genannt. Diese im Jahr 1955 erbaute Kapelle wurde 2013 aufgegeben. Eine Gedenktafel vor dem Anwesen in der Schwedenstraße zitiert aus der Chronik der Pfarrei und weist auf die Geschichte der Kapelle und ihren Bezug zu Brigitte Irrgang hin.

## Nachwirkung

### Glaubenszeugin des 20. Jahrhunderts
Zur Jahrtausendwende, fast 50 Jahre nach Brigitte Irrgangs Tod, wurde sie zusammen mit ca. 700 deutschen Märtyrern des 20. Jahrhunderts in das Verzeichnis der „Zeugen für Christus“ aufgenommen, das auf Anregung des heiligen Papstes Johannes Paul II. erstellt wurde. Die Menschen sollten aus der Erinnerung an diese Vorbilder, die das letzte Jahrhundert trotz seiner großen Dunkelheiten hervorbrachte, Zuversicht und Hoffnung für die Zukunft schöpfen. Am 7. Mai 2000 wurden diese Glaubenszeugen aus aller Welt im römischen Kolosseum mit einem feierlichen Akt öffentlich vom Papst geehrt. Ihnen widmete er später die Kirche San Bartolomeo auf der römischen Tiberinsel.
Die noch vorhandenen, schriftlichen Zeugnisse über Brigitte Irrgang wurden im Jahr 2003 veröffentlicht. Die Berichte werfen ein besonderes Licht auf ihr Leben und die Umstände ihres Todes. Vor allem die Zeitzeugnisse von Brigittes Lehrerinnen, des Pfarrers, einer Freundin und weiterer Freunde der Familie vermitteln Eindrücke ihres klaren, warmherzigen und zugleich tief religiösen Wesens.
Im Oktober des Jahrs 2004 feierte die Stadt Loitz gemeinsam mit der katholischen und evangelischen Kirchengemeinde sowie Karpatendeutschen aus Krickerhau und aus verschiedenen Teilen Deutschlands Brigittes 50. Todestag. Die Festpredigt beim ökumenischen Gottesdienst in der evangelischen Sankt-Marien-Kirche hielt Georg Kardinal Sterzinsky, Berlin. Den Festvortrag hielt Prälat Helmut Moll, Köln, der ausführlich begründete, weshalb Brigitte trotz ihres jugendlichen Alters unter die Märtyrer aufgenommen wurde. Das Fest stand unter der Schirmherrschaft von Renate Holznagel, der damaligen Landtagsvizepräsidentin von Mecklenburg-Vorpommern. Sie formulierte Brigittes Botschaft wie folgt: „Auch dieses jung beendete Leben war nicht vergebens, es hat eine bleibende Spur hinterlassen und gibt Hoffnung ... Brigittes Schicksal erinnert an viele auf ähnliche Weise ermordete Kinder und Jugendliche und entreißt stellvertretend auch sie dem Vergessen.“ Die Feier endete mit einem Konzert von Mitgliedern des international prämierten Permoník-Chores aus Karviná (Tschechische Republik) unter der Leitung von Isa Stojanová, Stimmbildnerin des Chores und Brigittes Cousine, sowie ein Besuch der Sängerinnen bei der Loitzer Ehrenbürgerin Gertrud Lübbert (1912–2005).

### Brigitte-Denkmal in Loitz

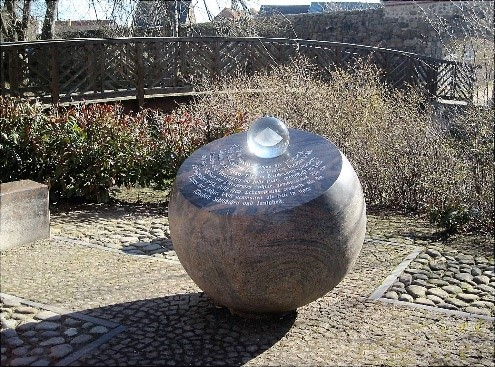
Denkmal an Brigitte Irrgang in Loitz

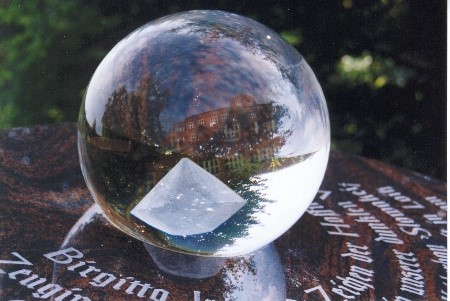
Kristallkugel mit eingraviertem Diamant

Ganz in der Nähe des Ortes, an dem Brigitte mit ihrer Familie wohnte, wo sie zur Schule ging und mit anderen Kindern spielte, wo sie schließlich ihr Leben lassen musste, ist eine Stätte der Erinnerung an sie entstanden. Nicht direkt am Ort des Verbrechens steht dieses Denkmal, sondern etwas entfernt davon an einer kleinen Brücke und den Resten der alten Stadtmauer. Nicht an das grausige Verbrechen wird erinnert, sondern an Brigittes Leben in Loitz als junge Mitbürgerin, deren Lebensfreude und Ausstrahlungskraft bis heute in Loitz in Erinnerung geblieben sind.
Das Kunstwerk wurde von Steinmetzmeister Joachim Feilhaber (1946–2013), Jarmen, entworfen und ausgeführt. Kleine rote Pflastersteine sind auf dem Boden zu einem Kreuz verlegt. Im Schnittpunkt der Kreuzesarme erhebt sich eine Kugel aus rötlich-anthrazitfarbenem Halmstad-Granit. Die Kugel ist in Richtung Sonne und Schule angeschnitten. In die Schnittfläche ist eine Glaskugel eingebettet, in die mit Lasertechnik die Konturen eines Diamants eingraviert wurden. Die Lichtstrahlen brechen sich darin und faszinieren den Betrachter.
Die Schnittfläche der Granitkugel trägt folgende Inschrift:

„Birgitta Irrgang: Zeichen der Hoffnung, Zeugin des Glaubens, Licht in unserer dunklen Welt.
Geboren am 10. Februar 1943 in Krickerhau (Slowakei), vertrieben nach Vorpommern im Jahr 1946, wohnhaft in Loitz seit 1949, Schülerin der Diesterweg-Schule, gewaltsamer Tod am 29. September 1954.
Mit ihrer Lebensfreude und liebenden Hilfsbereitschaft eroberte sie die Herzen der Loitzer. Wir gewannen sie lieb in ihrer Klarheit, Schlichtheit und Innigkeit.“

Der Charakter eines Treffpunkts wird betont durch Bänke und Hocker aus dem gleichen Granit, die zum mußevollen Sitzen, Schauen, Nachdenken und Gespräch anregen.

### Oratorium BRIGITTE
Das Oratorium BRIGITTE in sieben Szenen für gemischten Chor, Soli, Sprecher und Klavier wurde von Nikolaus Schapfl zum 60. Todestag von Brigitte Irrgang komponiert. Es gilt ihrem jugendlichen Martyrium. Das Libretto erstellte Nikolaus Schapfl in Zusammenarbeit mit Peter H. Irrgang.
Das Oratorium wurde am 11. August 2017 in der evangelischen St.-Marien-Kirche in Loitz durch den Permoník-Chor, Karviná, unter der Leitung von Martina Juríková uraufgeführt. Liveübertragung und DVD wurden von dem katholischen Fernsehsender EWTN-TV produziert. Weitere Premieren folgten in Greifswald und in Berlin.
Der damalige Loitzer Bürgermeister Michael Sack beschreibt die Bedeutung des Oratoriums wie folgt: „Auch aus dunklem Geschehen können Licht und Hoffnung herausleuchten. Das ist eine Perspektive, die über die Grenzen unserer Stadt hinausgeht und zugleich zukunftsweisend ist.“

### Brigittes Geburtsort in der Slowakei

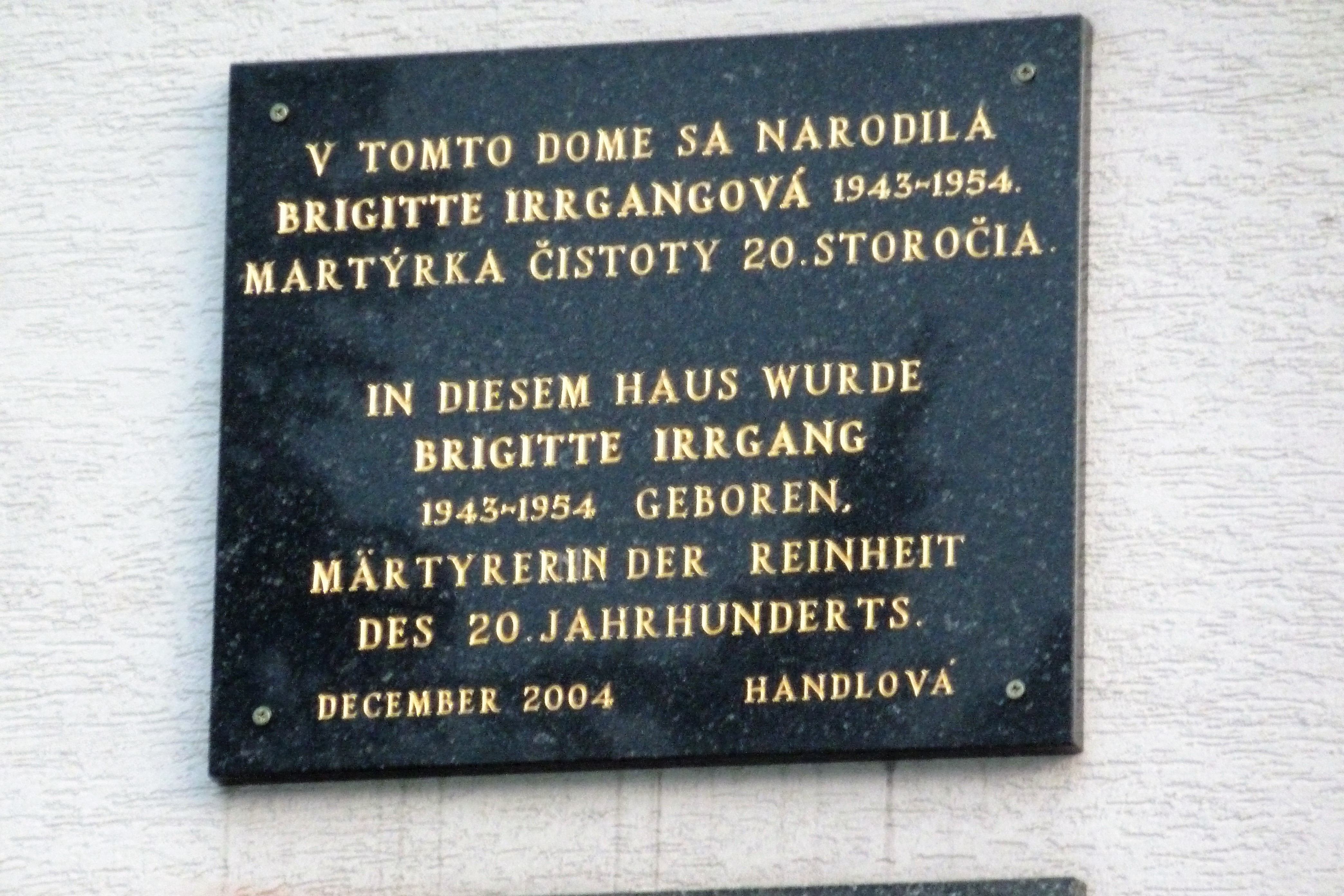
Gedenktafel an Brigittes Geburtshaus in Krickerhau

Zu Brigittes 50. Todestag brachte die Stadt Krickerhau eine zweisprachige Gedenktafel an der von Brigittes Vater gegründeten „Schule am Ring“ an, die gemeinsam mit der Kirchengemeinde und der karpatendeutschen Ortsgruppe eingeweiht wurde. 
Am 10. Februar 2018 wurde dort unter Mitwirkung des Permoník-Kinderchores Brigittes 75. Geburtstag gefeiert. Der Bürgermeister sowie der Vorsitzende der Karpatendeutschen in der Slowakei, Ondrej Pöss, nahmen daran teil. Das Regional-TV brachte einen Auszug der Feier.

### Brigitte Irrgang im Gespräch
Im Jahr 2011 wurde der Brigitte-Irrgang-Freundeskreis e.V. mit Sitz in Loitz gegründet. Sein Vorsitzender war bis zu seinem Tod der ehemalige Loitzer Bürgermeister Johannes Winter, dessen Großvater, Superintendent Carl Winter, seinerzeit die St.-Marien-Kirche für die Feier des katholischen Requiems zu Brigittes Beerdigung geöffnet hatte. Der Freundeskreis widmet sich mit seinen Initiativen dem Gedenken an Brigitte.
Zunächst herrschten Trauer und Entsetzen über das Verbrechen, dem Brigitte zum Opfer fiel. Seit dem ersten öffentlichen Vortrag über Brigitte im September 2001 auf der Insel Rügen ging es immer wieder um Brigittes Botschaft für ein gutes Miteinander von Menschen unterschiedlicher Weltanschauung. Die Stimmung wandelte sich. „Mit solchen Menschen möchte ich Zukunft bauen – in Kirche und Welt“ bekannte Bischofsvikar Prälat Stefan Dybowski, Berlin, zehn Jahre später. Er empfahl Brigitte als attraktives Vorbild für ein christliches Zeugnis in einer säkularisierten Gesellschaft.
Beim Weltjugendtag 2005 in Köln zeigten viele Jugendliche Interesse, von Brigitte zu erfahren. Faltblätter informierten in acht Sprachen über sie.
Jugendliche aus Loitz pflanzten im Rahmen eines Schülerprojektes Nussbäume im Loitzer Schulgarten und informierten sich vor Ort über Brigittes Geschichte.
Beim Katholikentag 2018 in Münster fand unter der Leitung von Prälat Helmut Moll ein Podium über die „neuen“ Märtyrer statt. Brigitte wurde exemplarisch für die Märtyrerinnen der Reinheit vorgestellt. Als Podiumsmitglied unterstrich der ehemalige ZdK-Präsident Hans Maier Brigittes Vorbildcharakter.
Im Rahmen der vom Brigitte-Irrgang-Freundeskreis jährlich in Loitz veranstalteten Brigitte-Tage sprachen Hinrich Bues, Hamburg, über „Die Spiritualität eines christlichen Martyriums“ (2019) und Hanna-Barbara Gerl-Falkovitz, Erlangen, über „Warum ergreift die Reinheit? Blick auf eine ungewöhnliche Kraft“ (2020).
Prälat Helmut Moll stellte am 10. April 2019 in Demmin die siebte Auflage des zweibändigen deutschen Martyrologiums des 20. Jahrhunderts vor. Er legte eine Liste mit der „Bitte um Eröffnung eines Seligsprechungsverfahrens von Brigitte Irrgang“ vor. Seither schlossen sich viele Menschen mit ihrer Unterschrift diesem Anliegen an. Am 4. März 2020 erteilte das Erzbistum Köln die Erlaubnis zum Druck und zur privaten Verwendung eines Gebetszettels zu Brigitte Irrgang.